# Dalibor Stevanovič
Dalibor Stevanovič, (Ljubljana, 27 de setembro de 1984) é um futebolista esloveno. Costuma jogar como meio-campo. Atualmente, joga no Śląsk Wrocław, dos Polonia.

## Carreira
Stevanovic representou a Seleção Eslovena de Futebol na Copa do Mundo de 2010.